# Nicolás Peric
Nicolás Peric, född 19 oktober 1978 i Talca, är en chilensk fotbollsmålvakt med kroatiska rötter som sedan 2012 spelar i Rangers de Talca.

## Karriär

### Chile
Peric började spela fotboll i amatörlaget San Martín Boys hemma i Talca, men säsongen 1998 gjorde han professionell debut för Rangers. Sedan höll han till i Universidad de Concepción under säsongen 2004. I december samma år testades Peric positivt för kokain inför en match mot det bolivianska laget Club Bolívar och det resulterade i att han stängdes av från ligan i sex månader. Peric fick tillåtelse att återvända till klubben inför Clausura samma år, men avböjde på grund av klubbens finansiella läge. Klubben tvingades att sälja Peric och slutligen blev hans nya adress Unión Española. Inför säsongen 2006 skrev han på för Audax Italiano.

### Turkiet
Den 7 januari 2008 skrev Peric på för den turkiska klubben Gençlerbirliği SK.

## Landslaget
Peric debuterade i det chilenska landslaget 2003 och var med i truppen till Copa América 2007.